# Ревматология
Ревматологията е този дял от медицината, който е свързан с двигателно-опорния апарат, макар че разбира се симптомите и някои проблеми могат да бъдат свързани с други системи на организма, заради което понякога може да се счита и за подспециалност или допълваща специалност към вътрешните болести, това също е и дял от медицината, която макар рядко, но в някои случаи работи и с педиатрията. 
Ревматологията се занимава с диагностика, проследяването и лечението на ревматичните заболявания. Ревматолозите са лекарите, които работят в тази област и те специализират в областта на физиология и медицина на двигателно-опорния апарат. Съответно тяхната медицинска работа е свързана предимно с преглеждане, диагностициране, и с помощта на рентген, ако основния лекарски и физиологичен преглед не е достъчен, на крайниците, тяхните стави, също в някои случаи на меките (съединителни) тъкани, ако ревматологичното заболяване придобие външни прояви (кожни заболявания в резултат от ревматологични възпалителни процеси), смята се, че някои от ревматологичните заболявания могат да бъдат разглеждани и като автоимунни заболявания, а също така се смята, че много често те могат да бъдат и наследствени болести на двигателно-опорния апарат, на крайниците и ставите, според унаследяемите специфични характеристики на пациента.
За някои от ревматологичните заболяванията се знае, че са автоимунни, като ревматологията в значителна степен е и изучаване на имунната система и е  тясно свързана с имунологията.
Ревматологията изучава ревматичните заболявания като артрит, например 
В ревматологията, особено за антивъзпалителен ефект се прилагат силни антивъзпалителни лекарства и други фармацевтични препарати. 

## Съвременни проучвания
Също така в съвременната ревматология се използват фармацевтични препарати, които имат освен възпиращ възпаленията ефект, температурна регулация предназначена за крайниците, двигателно-опорния апарат и т.н., кардиорегулация и прочее, които в допълнение може да имат и имунозадържащ, тоест предпазващ от опасни имунни фактори или дори в най-новите проучвания имуностимулиращ ефект, за да се предотвратят допълнителни или диагностично свързани заболявания (от областта на имунологията).

## История и развитие на ревматологията в България
В медицината се обособява като самостоятелна специалност в началото на XIX век във Франция и френскоговорещите страни и общности, но се развива като научна медицинска област през втората половина на XIX век в Германия . Това е най-вероятно свързано с Индустриалната революция, възникване на масовите производства и особено производството на коли, и тяхната употреба. 
През социализма ревматологията е отделна, самостоятелна специалност (макар и донякъде обособена в спортната медицина) , а след 1991 г. в България ревматологията съществува като отделна медицинска специалност, в областта на педиатрията е част смесената специалност ревмокардиология. От 1991 г. тя се придобива след „Вътрешни болести“.

## Кратък списък на ревматологичните заболявания

### Основни ревматични заболявания
От гледна точка на физиологията и на съвременната ревматология, основни заболявания са ревматоиден артрит и реактивен артрит, други имат исторически характер (античност, социализъм и други), тоест се отнасят по-скоро до по-ранни периоди в медицината и тяхната поява и регистриране може да са необичайни, но за съвременната ревматология списъкът е дълъг, така че това не е изчерпателен списък. 

### Възпалителни артритни заболявания
- Ревматоиден артрит
  - Реактивен артрит (реактивна артропатия)

Други
- Спондилоартропатии
  - Анкилозиращ спондилит (Болест на Бехтерев)
  - Псориатичен артрит
  - Ентеропатичен спондилит
- Диагноза с исторически характер подагра

### Заболявания в резултат на стоматологична работа
Особености на стоматологичната практика. Особености на рисковите фактори
Тъй като в някои случаи при работата на стоматолозите работната машина се разваля, ако машината продължително време не се коригира, или дори работи в неизправност, това може да доведе до малки или по-сериозни оплаквания или ако това има дълга продължителност до заболявания на опорно-двигателния апарат, особено специфично дясна ръка, с която се работи с машина и инструменти, както и съпътстващи заболявания, на ухото (отново от неизправност на машината), както и други допълнителни смущения. 

#### Физиологични фактори
Във физиологичен аспект, като рискови фактори може да се разглеждат вибрациите, на недобре настроена стоматологична машина и възпроизведеният от нея шум, който дори и да няма сила (тоест чуваемост на разстояние) може да влияе на стоящите до нея.
- Неравномерните микро и други вибрации на недобре настроена стоматологична машина може да доведат до промени в нервно-мускулната възбудимост и реактивното време. Също така намаляват мускулния тонус и предизвикват намалена сетивност.
- Шумът е основно фонов, предизвикан от високочестотния шум (в деципели (dB) поради работа на турбината за 8 kHz). Той има дразнещо действие върху централната нервна система. Води до общо отслабване на слуха, слухова асиметрия (по-слаба слухова сетивност на дясното ухо), отслабване на вниманието и намаляване на работоспособността.

#### Химически причинители
Химичните рискови фактори са свързани с работата с амалгама, пластмаси и медикаменти.
- Амалгамата повишава концентрацията на живачни пари във въздуха и води до потенциална опасност от интоксикация.
- Пластмасите, които се използват в стоматологичната практика, са под формата на мономери или полимери. Мономерите на пластмасите се натрупват в мастната тъкан и потискат нормалната функция на костния мозък. Могат да доведат до главоболие в тилната област, раздразнителност, виене на свят, сънливост и гадене. Полимерите са прахообразни и предизвикват токсичен бронхит, бронхиолит или пневмосклероза.
- Постоянният контакт с някои химични вещества променя нормалната реактивност на организма и тя може да се превърне в алергична. Потенциални алергени са медикаментите за лечение на зъбни тъкани (хлорфенолкамфор, евгенол и тимол) и пародонта (трипафлавин и фиброзол), анестетиците, антибиотиците и аналгетиците.

#### Придружаващи психологични аспекти и оплаквания
Постоянната концентрация, прекият контакт с пациента и честата необходимост от спешна намеса водят до нервно-психическо напрежение (стрес). Стресът е общ адаптационен синдром за организма. При продължителен и силен стрес се нарушава адаптивността и настъпват патологични промени. Намалява се устойчивостта и превключваемостта на вниманието, както и чувствителността на сензорните анализатори. Стресът води до психични смущения (неврози), до редица соматични заболявания, като хипертонична болест, исхемична болест на сърцето, язва на стомаха, понижен имунитет и причинява т. нар. синдром на професионално изчерпване.

### Артритни заболявания на съединителната тъкан
Системни заболявания на съединителната тъкан
- Lupus Erythematosus (Системен лупус еритематодес)

Други
- Прогресивна системна склероза
- Полимиозит/Дерматомиозит
- Синдром на Бехчет
- Синдром на Сьогрен
- Васкулити

### Други
- Клинична ревматология: Септичен артрит

### Дегенеративни артропатии
- Остеоартрит
- Остеохондроза

## Средства за лечение на ревматологичните заболявания
- Аналгетици
- Стероидни и нестероидни противовъзпалителни средства (НСПВП, NSAIDs)
- Имунозащитни, неутрализиращи антитела и моноклонални антитела
- Биоагенти, видоизменящи болестта, известни и като биологични лекарства (като например инсулин; АВБ, биологични)

## Химични съединения, които имат отношение към ревматологията и лечението на ревматологичните болести
- Колаген и Колаген тип II
- Глюкоза и фруктоза [5][6]
- Хондроитин сулфат
- Метилсулфонилметан

## Дерматологични и козметични средства
Някои ревматологични заболявания могат да имат силно изразена остра форма, при което да има нужда от дерматологично лечение на проявени симптоми
- Хиалуронова киселина  (?!) (NB! e продукт основно на козматичната медицина и дерматологията, което означава, че има действие основно върху епидермиса, въпреки „изследванията“ за възможното действие на този продукт в други области, ненаучно е да се смята, че има друго освен повърхностно дерматологично козметично действие) (NB! тази съставка в козметичната медицина не може да се докаже, че помага при всички типове дерматологични проблеми в ревматологията)

## Възможни странични ефекти
Ако след интензивното лечение на ревматологично заболяване не се възстановят нивата на приемане на глюкоза, може да се развият симптоми на някои заболявания като хипотиреоидизъм и при по-тежките варианти на диабет.
Според някои в модерната ревматология за пробив се счита използването на специфично разработени „биологичните лекарства“ (на английски език: biologics) като например добре известният инсулин, които са известни с това, че изкуствено подпомагат и поддържат организма, иначе жаргонно известни и като агенти, видоизменящи болестта (на английски език: „disease modifying agents“), с които се овладяват сериозни заболявания по-ефективно. (Rheumatology (Oxford). 2012 Dec.)

## Клиники по ревматология в България
- Клиника по ревматология, София (УМБАЛ „Св. Иван Рилски“)

## Критика
- Лекарства
- Инсулин, Хипотиреоидизъм и по-тежките варианти на диабет